# Szent Péter-templom (Őriszentpéter)

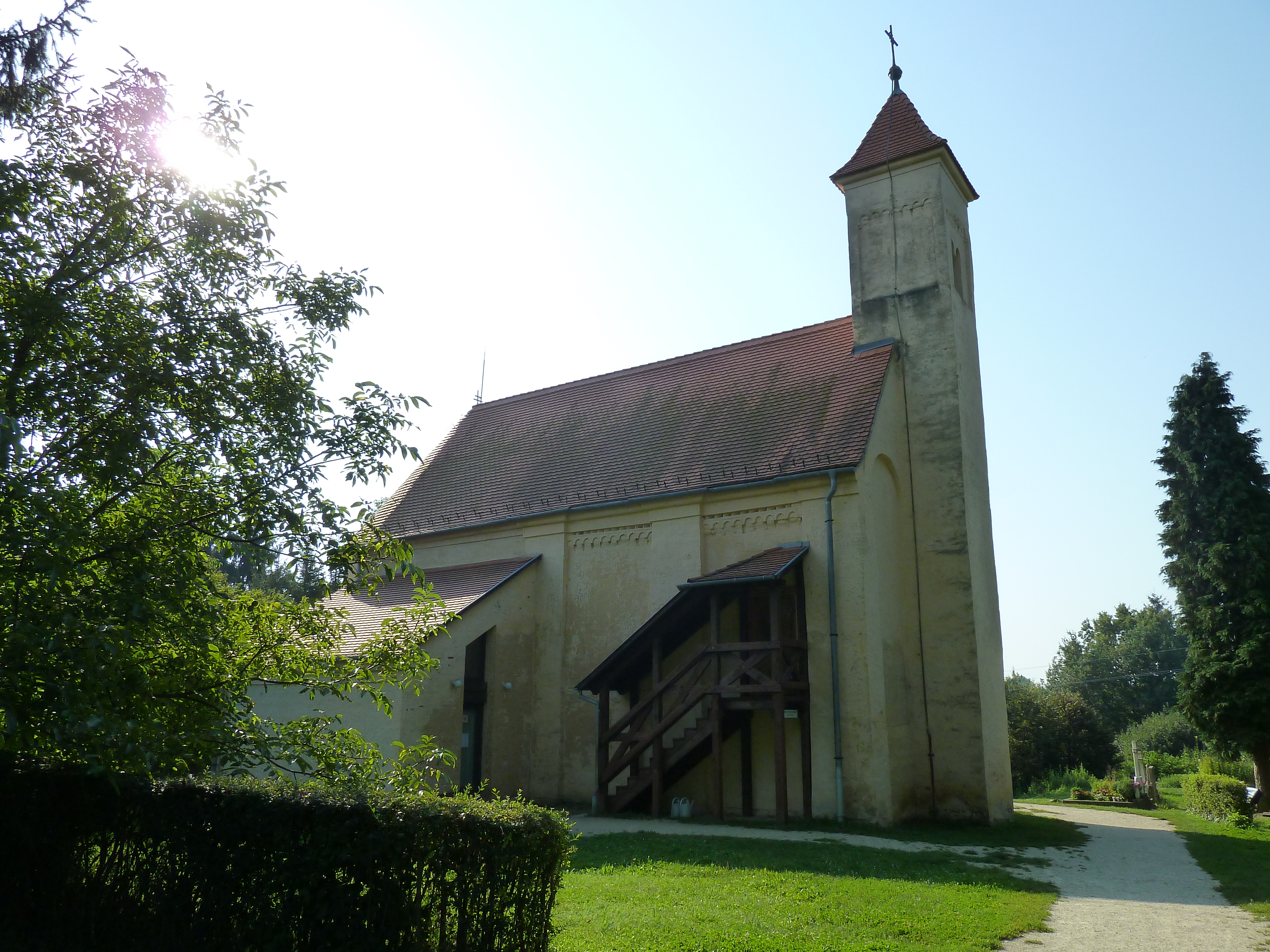
A templom északi fala a külső toronyfeljáró lépcsővel

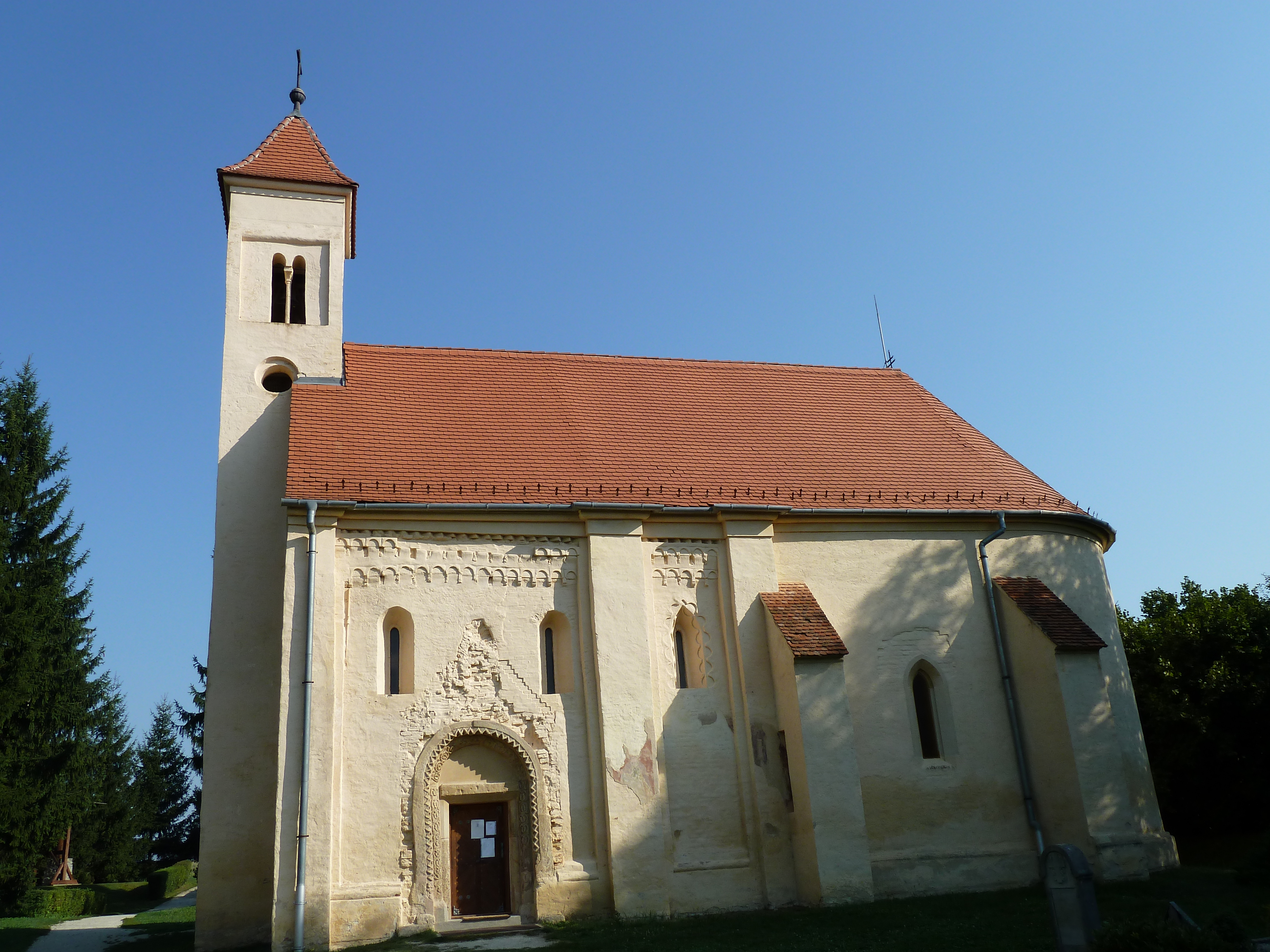
A templom déli fala a bélletes román kori kapuval

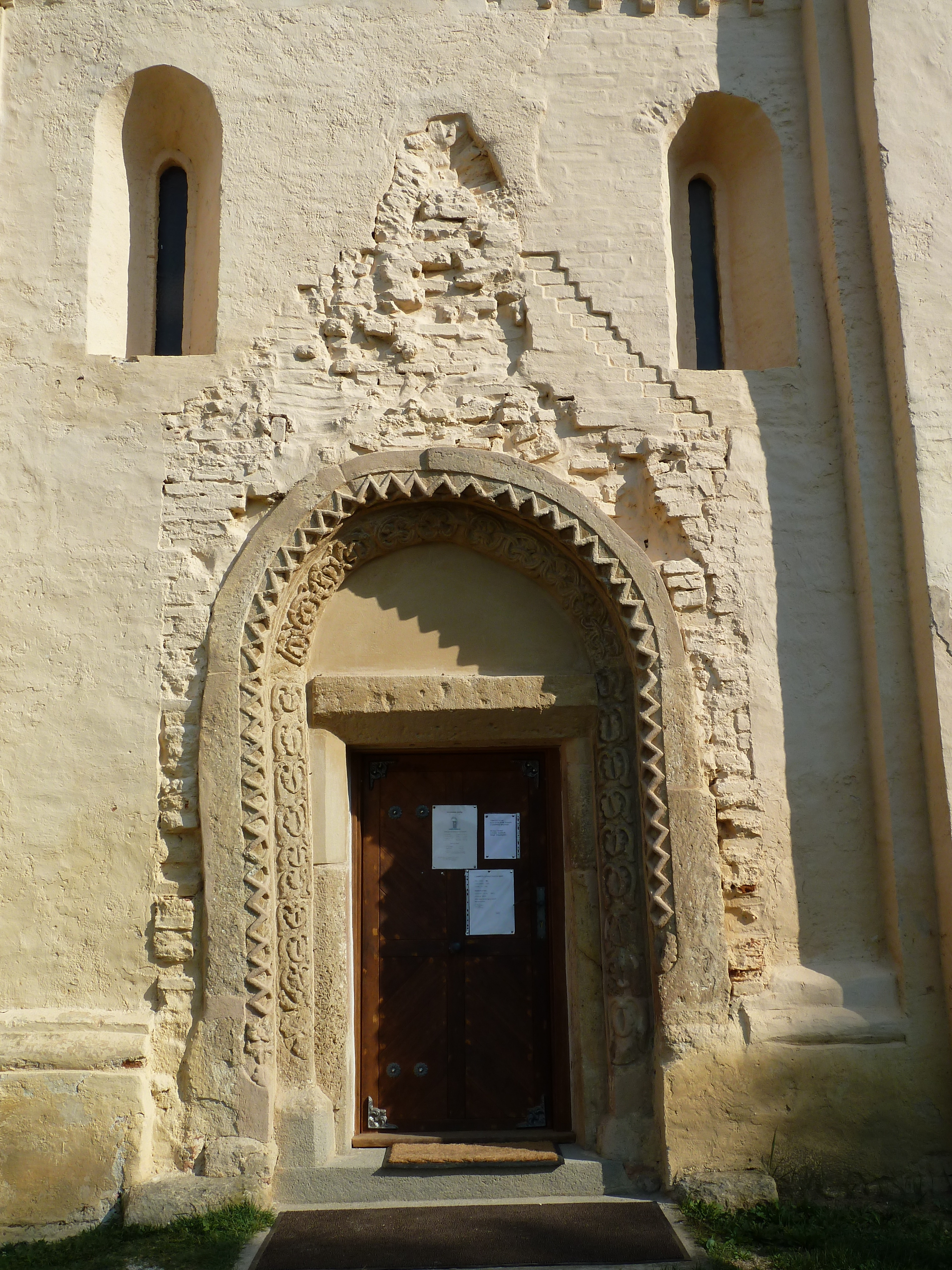
Bélletes román kori kapu a templom déli falán

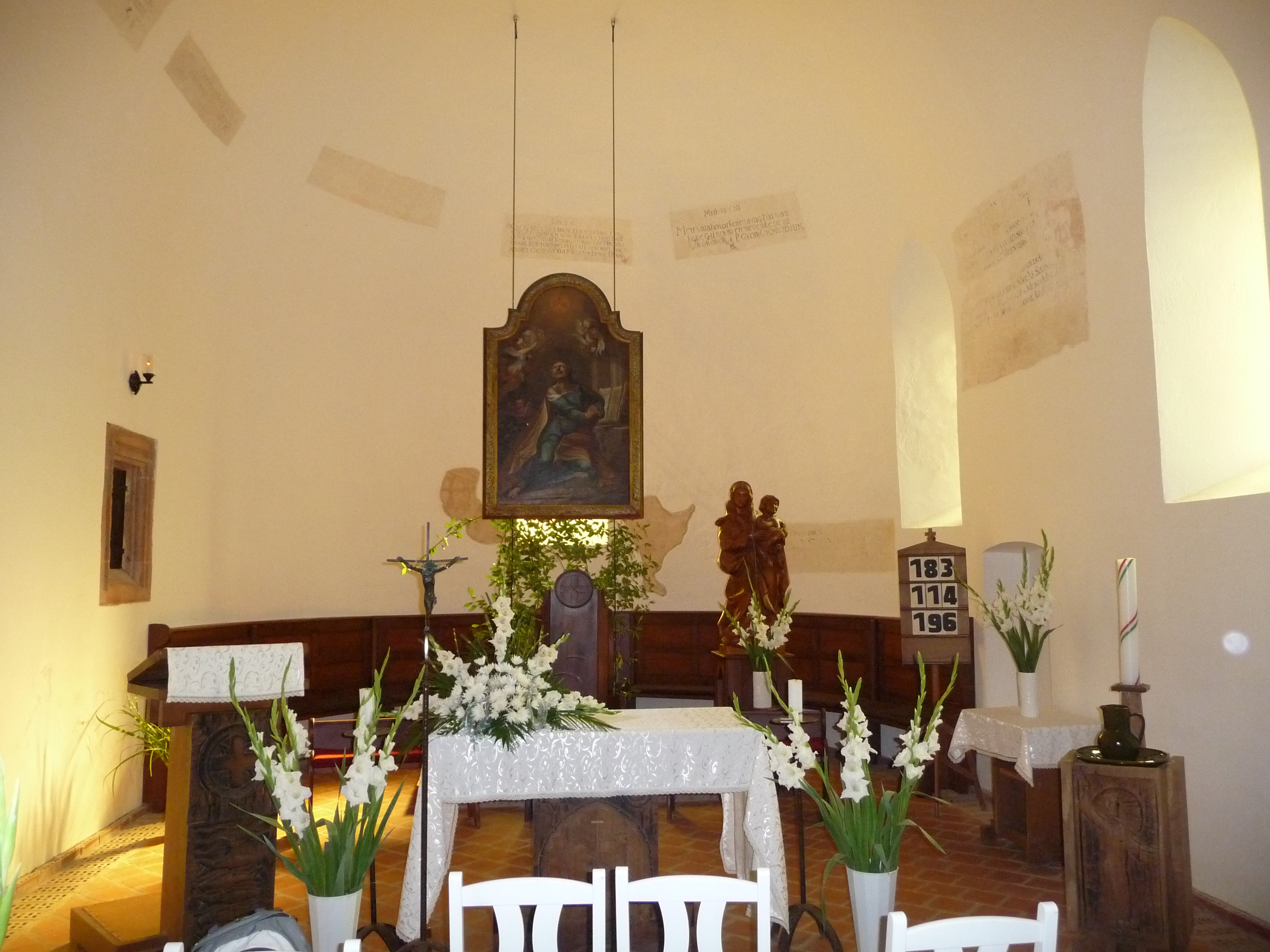
A szentély

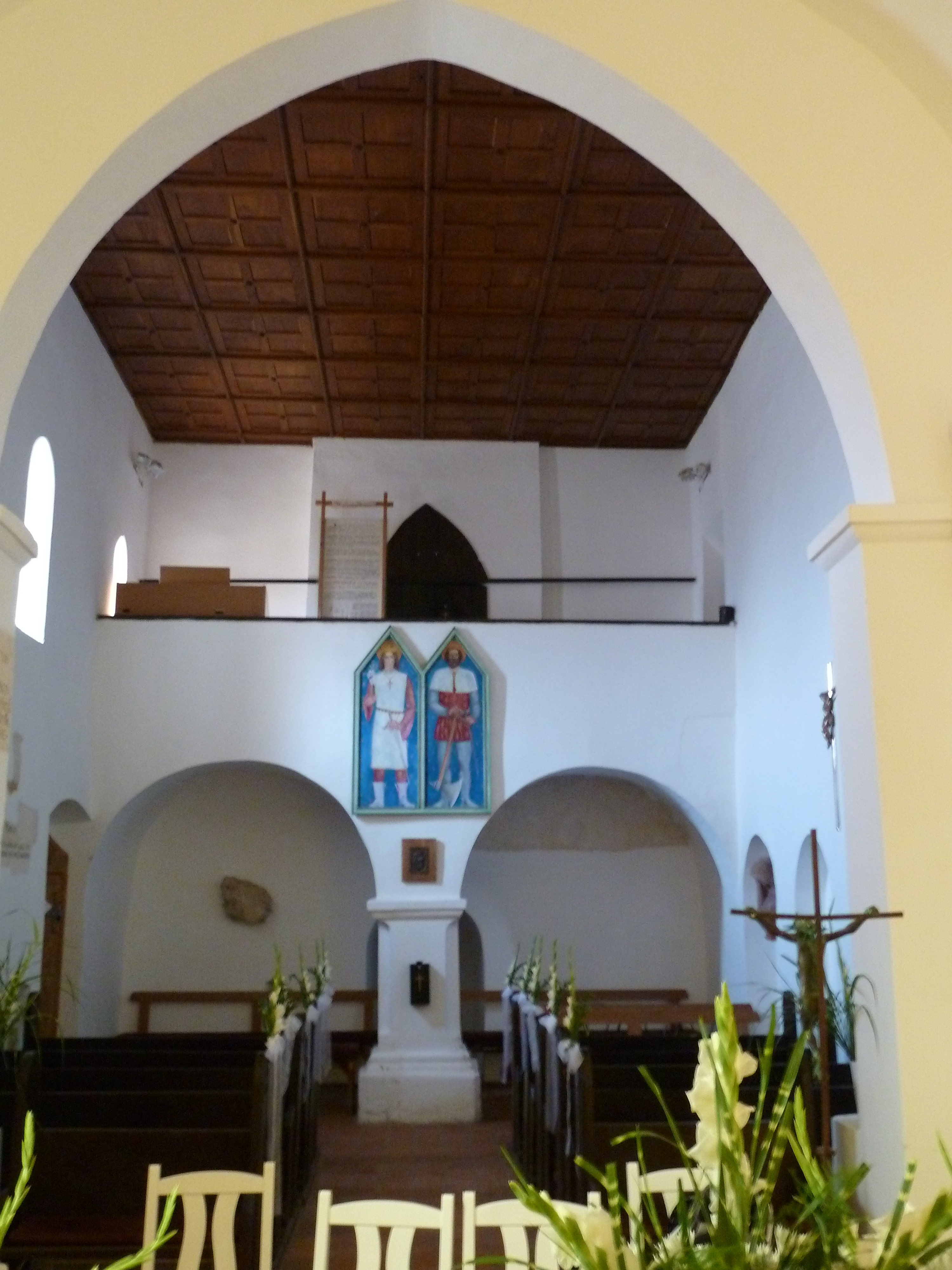
A karzat

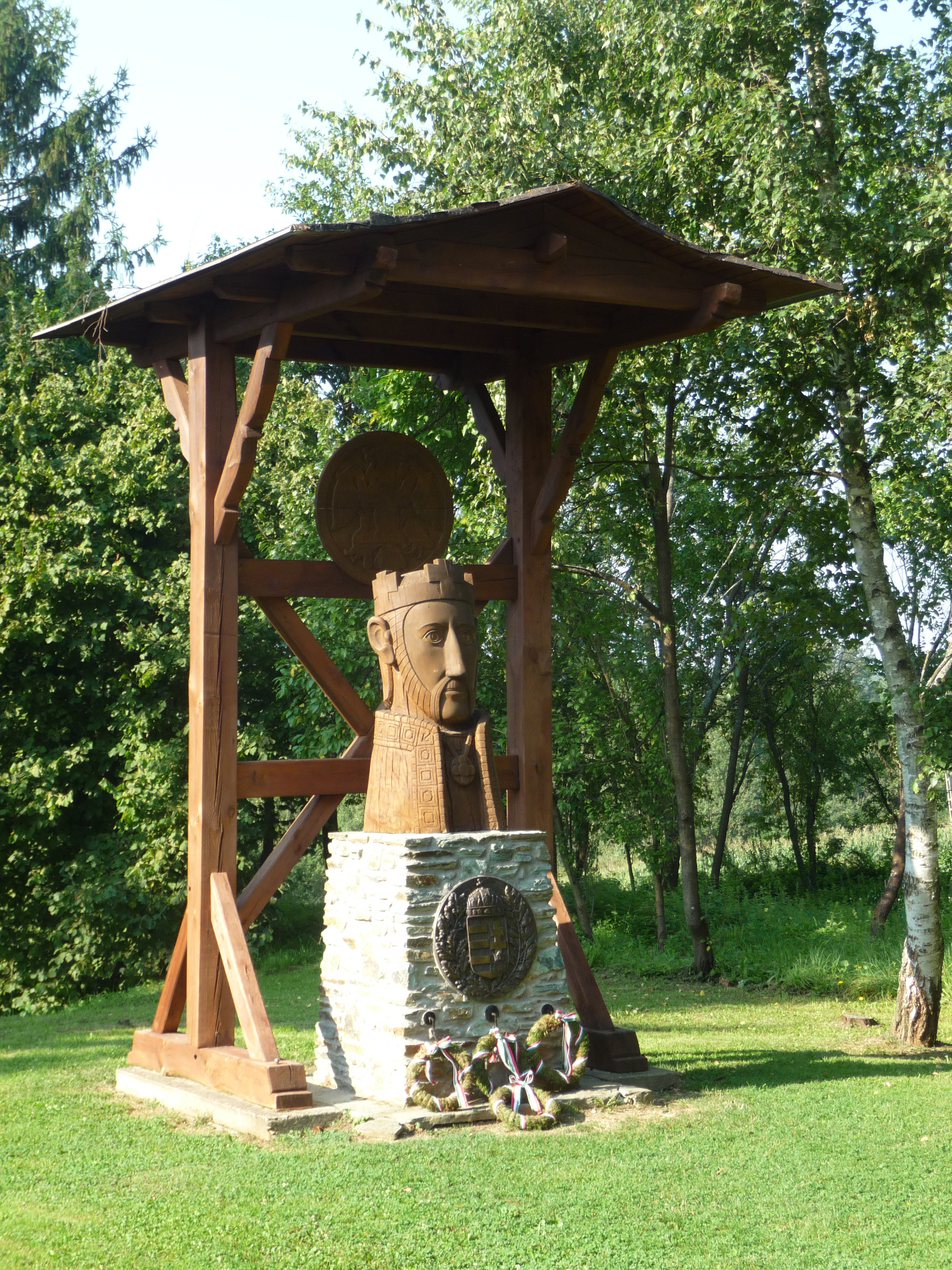
Fából faragott királyszobor a bekötő út mellett

Őriszentpéter egyik fő látnivalója a román kori katolikus templom (Templomszer 17.). Műemlékvédelmi törzsszáma 7985, KÖH azonosító száma 8903.

## Története
Az erődített román stílusú templom 1230 körül épülhetett. A 14–15. században gótikus stílusban bővítették. 1550 táján erődítménnyé alakították: bástyákkal, sánccal és árokkal vették körül. Kanizsa eleste (1600) után tovább erősítették. Ekkortájt a magyar földesurak a megerősített udvarházakba, váracskákba telepített hajdúkkal próbálták megakadályozni a törökök fosztogatását. A kis váracskák, az úgynevezett „castellumok” közül az őriszentpéteri templomerőd volt a legjelentősebb: általában 30-40, alkalmanként száz őr is szolgált itt. 1664-ben a Köprülü Ahmed vezette török hadak megostromolták és elpusztították. Katonai szerepét többé nem kapta vissza, egykori erődítéseire ma már csak a templomkertben ma is megszemlélhető mély sáncárok utal.
Az 1600-as évek elejétől a protestánsok (reformátusok) tulajdonába került; a katolikusok 1730-ban (1732-ben), az ellenreformáció részeként kapták vissza.
A török dúlása után nem sokkal 1698 előtt felújították. 1758-as leírása szerint állapota jó, 1779-ben és 1829-ben elhanyagolt, a 19. század végén már romos volt. 1925-ben Schulek János irányításával az elengedhetetlen karbantartást végezték el; 1929-ben kívül-belül felújították, 1959-ben a tetőzetét javították. Régészeti kutatását, a falkutatást az 1975–1979-ben Valter Ilona végezte, majd 1979–1981 között Komjáthy Attila tervei alapján helyreállították. Ekkor építették fel az elpusztult sekrestye helyett a régi alapokon a mostanit. 2001-ben az „Árpád-kori falusi kis- és romtemplomok” millenniumi program részeként újra restaurálták.

## Az épület
Szabadon álló, egyhajós téglaépület. A hajónál keskenyebb szentélye félkörívben záródik.
A később elbontott szentély kivételével megőrizte román jellegét. A kövek faragásának stílusa a jáki apátsági temploméhoz hasonló. Kívülről szemlélve legfeltűnőbb jellegzetessége a nyugati fal közelében nyíló déli bejárat bélletes kapuzata. Ezt egykor előtető védte, de ez elpusztult, csak a nyoma maradt ránk a falban.
A szentély északi oldalán sekrestye áll. A főhajót a szentélytől csúcsíves diadalív választja el. A hajó nyugati végében egy középoszlopos, két nyomott íves, egyetlen pilléren nyugvó román karzat, aminek oldalfalain két, illetve három ülőfülke látható. A karzatra külső falépcső vezet fel az északi falon; ezt az 1929. évi tatarozáskor építették.
Nyugati oromfalát a homlokzatból kilépő torony tagolja. Ennek harmadik szintjén körablak látható, a harangok szintjén félkörívben záródó középoszlopos ikerablakok, fölöttük vakívsoros párkány. A gúlasisakos tornyot cserép fedi.
Déli homlokzatán a román stílusú kapu egylépcsős bélletű, pálcatagos, félkörívben záródik. Ezt a homlokzatot különböző méretű és bélletű résablakok és lizénák tagolják.

## Berendezése, díszítése
A középkori templomot nemcsak belül, de kívül is freskók díszítették. Ezek legtöbbje elpusztult, csupán a déli külső falon maradt meg néhány töredék. A 17. században a hajóban és a szentélyben bibliai idézeteket festettek fel, ezek ma is láthatók.
A belső berendezést Klonfár János egyházművész tervei alapján, az 1979–1981-es felújítás részeként készítették el. A szentélyben függesztették fel Szent Péter képét, amit 1801-ben festett Michl Márton. Az oltár, a sediliák és a keresztelő kút alja tölgyfából készült, mindhárom Gellért Károly őriszentpéteri fafaragó művész munkája. A keresztelő tálat és a kancsót Németh János zalaegerszegi keramikus készítette, a feszület az ugyancsak zalaegerszegi Szabolcs Péter szobrászművész alkotása.

## Környezete
A templom körül (a cinteremben) sírok láthatók.
Az 1980-as években a templomtól néhány méterre 15. századi téglaégetőt tártak fel. Fölé védőépületet emeltek, de szabadon látogatható.
A templom felé vezető bekötőút mellett fa védőtető alatt föltehetően a 2000-es években faragott fa királyszobor áll (koronás fő rakott kő talapzaton). Mögé kerek pajzsra a „rakamazi turul” képét faragták ki.

## Hitélet
Szentmise minden vasárnap 8:30-kor.
Esküvőket egész évben rendeznek. A búcsút június 29-én tartják.

## A látogatás rendje a nyári időszakban
- Naponta 10 órától 16 óráig
- November 01-től április 30-ig csoportoknak előzetes bejelentés alapján (pár nappal előbb) Dóka Ferenc plébánosnál 94/428-077 telefonszámon.

## Képek

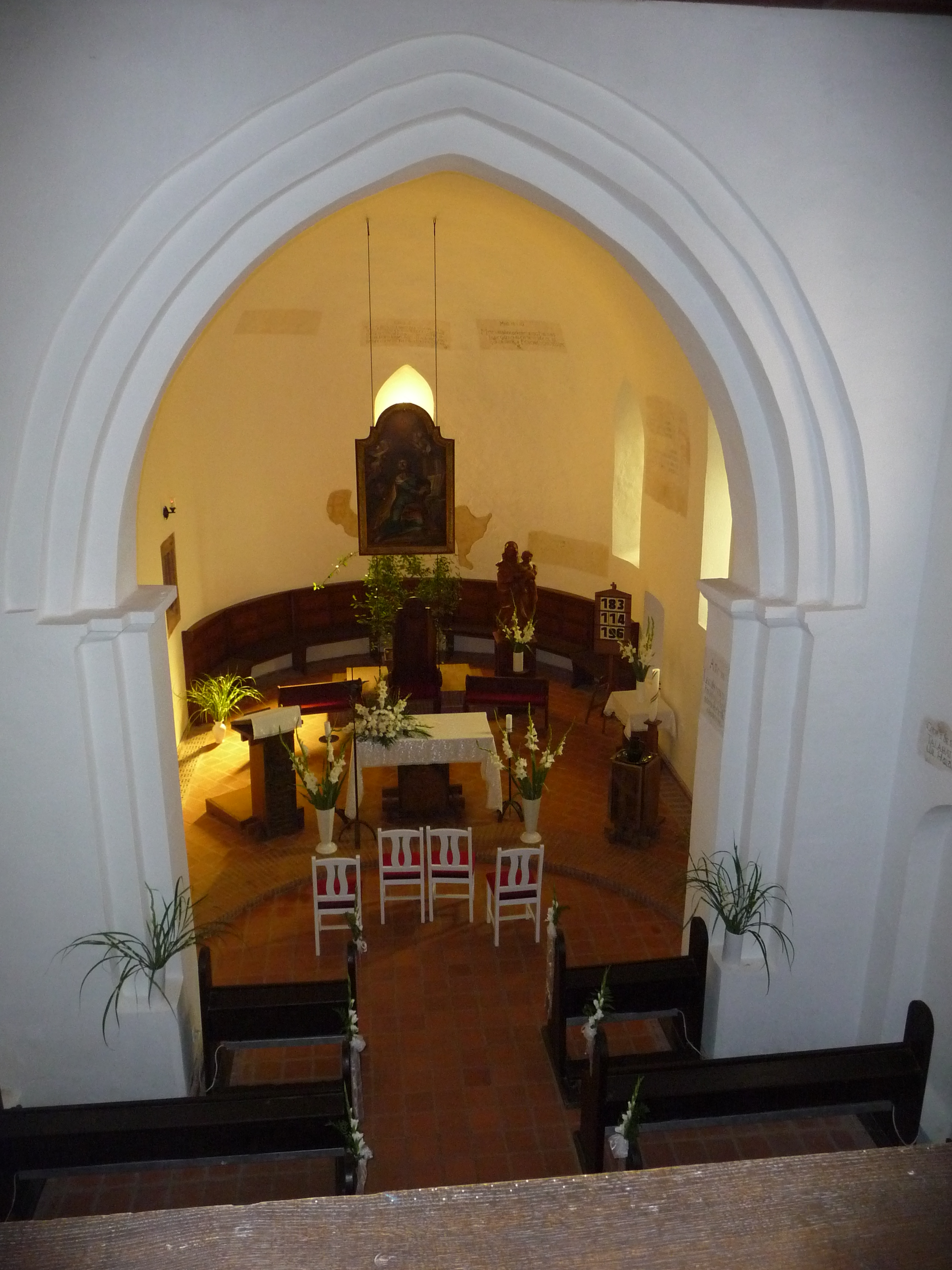
Csúcsíves diadalív a templomhajó és a szentély között
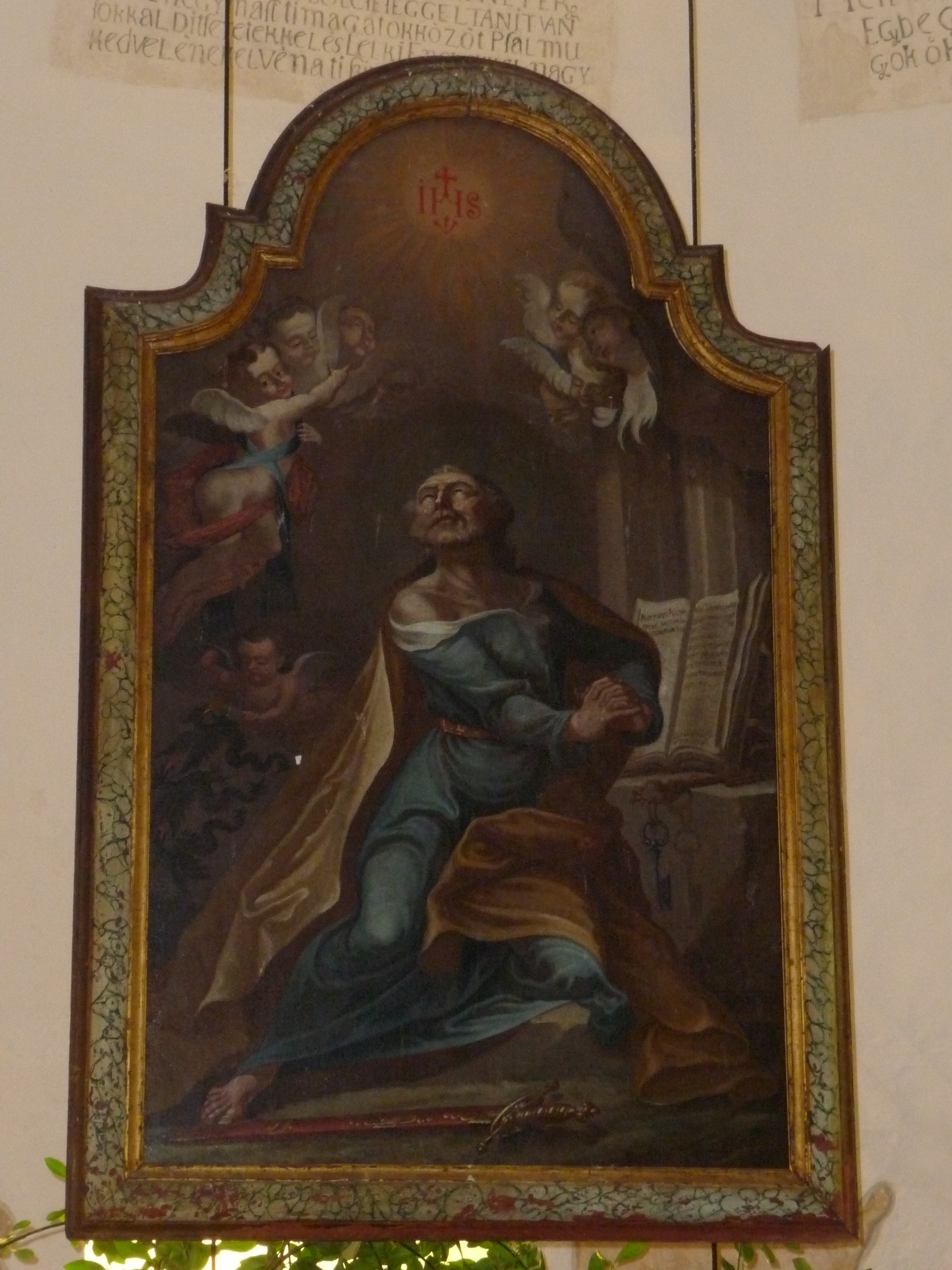
Michl Márton: Szent Péter
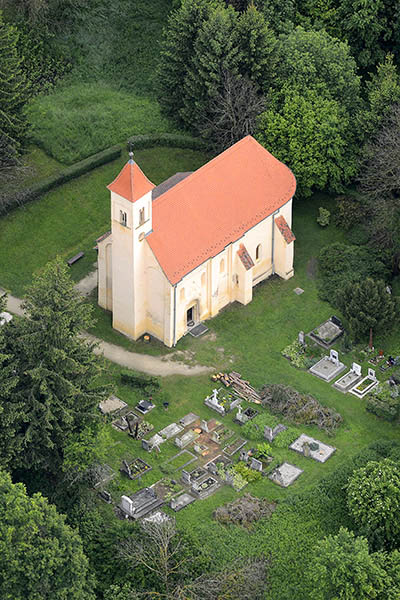
A templom légi fotón